# Списак српских кошаркашица у женској НБА лиги
Следећи списак представља попис српских кошаркашица које су играле или играју у женској НБА лиги:

## Српске кошаркашице
| Име и презиме      | Место рођења     | Сезоне               | Тимови                                                                |
| ------------------ | ---------------- | -------------------- | --------------------------------------------------------------------- |
| Милица Вукадиновић | Београд          | 1997                 | Шарлот стингси                                                        |
| Јасмина Перазић    | Нови Сад         | 1997                 | Њујорк либерти                                                        |
| Гордана Грубин     | Српска Црња      | 1999-2002, 2004-2005 | Лос Анђелес спаркси, Индијана фивер, Финикс меркури, Хјустон кометски |
| Нина Бједов        | Београд          | 1999                 | Лос Анђелес спаркси                                                   |
| Мила Николић       | Београд          | 1999                 | Хјустон кометски                                                      |
| Слободанка Тувић   | Нови Сад         | 2001-2004            | Финикс меркури                                                        |
| Катарина Лазић     | Београд          | 2001                 | Њујорк либерти                                                        |
| Далиборка Вилипић  | Бања Лука        | 2006                 | Лос Анђелес спаркси                                                   |
| Данијела Пејџ      | Колорадо Спрингс | 2008                 | Конектикат санси                                                      |
| Соња Петровић      | Београд          | 2012, 2016-          | Чикаго скај, Финикс меркури                                           |
| Јелена Миловановић | Крагујевац       | 2014                 | Вашингтон мистикси                                                    |
| Ана Дабовић        | Цетиње           | 2015-                | Лос Анђелес спаркси                                                   |

## Кошаркашице српског порекла
| Име и презиме | Држава  | Сезоне     | Тимови                       |
| ------------- | ------- | ---------- | ---------------------------- |
| Тања Костић   | Шведска | 1998, 2000 | Кливленд рокерси, Мајами сол |